# 해남 윤씨
해남 윤씨(海南尹氏)는 전라남도 해남군을 본관으로 하는 한국의 성씨이다.

## 역사
시조 윤존부(尹存富)는 고려 문종(재위 1046~1083년) 때 살았던 사람이다. 시조(始祖) 윤존부(尹存富)부터 6세 환(桓)까지는 생존년대(生存年代), 관직(官職), 배위(配位), 세덕(世德) 등의 기록은 없고, 다만 휘(諱)자만 전해오고 있다. 개인적인 기록이 보인 것은 7세손 윤녹화(尹綠和)부터이다. 해남 윤씨는 신흥무장세력으로 성장하여 무관직을 역임하였다. 중시조인 8세손 영동정공부군(令同正公府君) 윤광전(尹光琠)이 고려 공민왕 때 사온서직장(司醞署直長)을 지내고 강진에 터전을 마련하면서 본관을 해남으로 하였다. 윤광전의 묘소는 전라남도 강진군 도암면 계라리에 있으며 음력 9월 9일에 향사한다.

## 본관
해남 윤씨의 선대조고부군(先代祖考府君) 묘소(墓所)가 모두 전라남도 강진(康津), 해남(海南) 관내에 있는 것으로 보아 해남 윤씨의 선대조고부군(先代祖考府君)의 세거(世居)가 강진(康津)과 해남(海南)임을 말하는 것이며, 중시조(中始祖) 윤광전(光琠)에 관한 탐진(耽津:전남 강진의 옛 명칭) 감무(監務)의 증명서류가 이를 입증하기에 해남 윤씨(海南尹氏)의 발상지(發祥地)는 강진(康津)과 해남(海南)이다. 해남 윤씨가 지리지 성씨조에 최초로 나타나는 때는 1760년(영조 36)에 만들어진 「여지도서(與地圖書)」이다.

## 인물
- 윤복(尹復, 1512년 ~ 1577년) : 1538년(중종 33) 문과에 합격한 뒤 예조정랑, 전라도사, 사헌부 장령, 승정원 좌부승지, 부안현감, 낙안군수, 광주목사, 충청도 관찰사 등을 지냈다
- 윤의중(尹毅中, 1524년 ~ ?) : 1548년(명종 3) 별시문과에 병과로 급제하여 1567년 경상도관찰사가 되었으며, 이후에 이조참판 ·평안도관찰사 ·대사헌 등 요직을 두루 거쳤다. 동서분당 이후 동인의 입장을 취하였으며, 1589년 정여립의 역모사건으로 동인들이 축출될 때 이발의 외숙이라는 이유로 파직되었다.
- 윤선도(尹善道, 1587년 ~ 1671년) : 윤의중의 손자. 어부사시사의 저자이다. 한성서윤, 예조참의, 중추부첨지사 등을 역임하였다. 조선 효종, 현종의 세자 시절 사부이다.
- 윤두서(尹斗緖, 1668년 ~ 1715년) : 조선 후기 화가
- 윤돈하(尹敦夏, 1863~?) : 조선말기의 문신. 고종(광서~광무) 연간에 승지. 가감역관, 장릉 참봉을 거쳐 비서원 정3품 통정대부 당상관에 이르름. 낙향 후 구한말 구국운동에 참여.
- 윤근환(尹勤煥, 1929년 ~ ) : 제3대 농림수산부 장관
- 윤관(尹錧, 1935년 ~ ) : 제12대 대법원장
- 윤내현(尹乃鉉, 1939년 ~ ) : 역사학자, 단국대학교 대학원장역임, 문화관광부 문화재위원, 하버드대학교 인류학과 객원교수,남북역사학자 공동학술회의 남측단장 등.
- 윤재식(尹載植, 1942년 ~ ) : 前 대법관
- 윤영달(尹泳達, 1945년 ~ ) : 크라운제과 회장
- 윤한봉(尹漢琫, 1947년 ~ 2007년) : 민주화 운동가
- 윤성식(尹聖植, 1953년 ~ ) : 고려대학교 행정학과 교수
- 윤영일(尹泳一, 1957년 ~ ) : 제20대 국회의원
- 윤정혜(1954년 ~ ) : 前 공정거래위원회 소비자본부 본부장 / 現 인하대학교 생활과학대학 소비자아동학과 교수
- 윤준(尹駿, 1961년 ~ ) : 제34대 수원지방법원장

## 과거 급제자
해남 윤씨는 조선시대 문과 급제자 20명, 무과 급제자 13명을 배출하였다.
문과
윤광계(尹光啓) 윤구(尹衢) 윤규백(尹奎白) 윤덕우(尹德雨) 윤돈하(尹敦夏) 윤복(尹復)
윤서유(尹書有) 윤선도(尹善道) 윤유기(尹惟幾) 윤의중(尹毅中) 윤이후(尹爾厚)
윤인미(尹仁美) 윤주선(尹柱善) 윤지눌(尹持訥) 윤지범(尹持範) 윤지승(尹持昇)
윤필(尹珌) 윤행(尹行) 윤홍중(尹弘中) 윤효관(尹孝寬)
무과
윤덕상(尹德相) 윤상은(尹相殷) 윤승국(尹承國) 윤승업(尹承業) 윤웅(尹雄)
윤인철(尹仁哲) 윤정의(尹廷義) 윤지상(尹之商) 윤징미(尹徵美) 윤충원(尹忠元)
윤택(尹宅) 윤효국(尹孝國) 윤희공(尹希恭)
생원시
윤광계(尹光啓) 윤구(尹衢) 윤권호(尹權浩) 윤기형(尹機衡) 윤기호(尹棋鎬)
윤방서(尹邦瑞) 윤복(尹復) 윤사관(尹士寬) 윤유기(尹唯幾) 윤유심(尹唯深)
윤은서(尹殷緖) 윤이후(尹爾厚) 윤인미(尹仁美) 윤재도(尹載道) 윤종걸(尹鍾杰)
윤종서(尹宗緖) 윤지충(尹持忠) 윤항(尹衖) 윤항서(尹恒緖) 윤홍중(尹弘中)
윤효정(尹孝貞) 윤흥서(尹興緖)
진사시
윤광옥(尹光沃) 윤구(尹衢) 윤기장(尹機章) 윤두서(尹斗緖) 윤서(尹㥠)
윤선도(尹善道) 윤시만(尹時萬) 윤영희(尹榮喜) 윤용(尹愹) 윤유겸(尹唯謙)
윤의미(尹義美) 윤의중(尹毅中) 윤이칙(尹爾侙) 윤작(尹綽) 윤적(尹績)
윤종대(尹鍾岱) 윤종민(尹鍾敏) 윤종영(尹鍾英) 윤종진(尹鍾軫) 윤주관(尹柱瓘)
윤취서(尹就緖) 윤홍중(尹弘中) 윤희온(尹希溫) 윤지충 (尹持忠)

## 항렬자
| 22세          | 23세   | 24세     | 25세   | 26세     | 27세   | 28세     | 29세          | 30세              | 31세   | 32세     | 33세   | 34세     | 35세   | 36세     | 37세   | 38세     | 39세   | 40세     | 41세   |
| ------------- | ------ | -------- | ------ | -------- | ------ | -------- | ------------- | ----------------- | ------ | -------- | ------ | -------- | ------ | -------- | ------ | -------- | ------ | -------- | ------ |
| 지(持) 규(奎) | 종(鍾) | 口호(浩) | 주(柱) | 口하(夏) | 재(在) | 口현(鉉) | 영(泳) 순(淳) | 口상(相) 口식(植) | 병(炳) | 口배(培) | 용(鎔) | 口수(洙) | 동(東) | 口환(煥) | 기(基) | 口탁(鐸) | 해(海) | 口식(植) | 덕(德) |

## 집성촌
- 전남 해남군 옥천면 성산리
- 전남 강진군 강진읍 춘전리
- 전남 해남군 해남읍 연동리
- 전남 해남군 화산면 시목리
- 전남 해남군 화산면 율동리
- 전남 해남군 현산면 백포리
- 전남 강진군 대구면 수동리
- 전남 강진군 도암면 덕정동, 지석리, 만덕리, 계라리, 항촌리
- 전남 강진군 군동면 화산리
- 전남 강진군 마량면 영동리
- 전남 해남군 북일면 금당리

## 문화재
- 해남윤씨 녹우당 일원
- 해남윤씨 족보 목판